# Poladryas
Genre
Poladryas est un genre nord-américain d'insectes lépidoptères de la famille des Nymphalidae et de la sous-famille des Nymphalinae.

## Historique
Le genre Poladryas a été créé par David L. Bauer (d) en 1961,. Son espèce type a été initialement citée en tant que « Melitaea pola Boisduval », nom alors appliqué par erreur à du matériel de Melitaea arachne W.H. Edwards, 1869.   

## Liste des espèces
On considère généralement que le genre Poladryas est composé des deux espèces suivantes,, :
- Poladryas arachne (W.H. Edwards, 1869)
- Poladryas minuta (W.H. Edwards, 1861)

Certaines sources traitent cependant Poladryas arachne comme une sous-espèce de Poladryas minuta.